# Skupina dubů na hrázi Počernického rybníka
Skupina dubů na hrázi Počernického rybníka jsou dva památné stromy, které rostou v Dolních Počernicích v jižní části rybniční hráze nedaleko bezpečnostního přelivu.

## Parametry stromu
- Výška (m): 35 a 32
- Obvod (cm): 458 a 428
- Ochranné pásmo: vyhlášené - kruh o poloměru 15 m na p.č. 1482, 1581
- Datum prvního vyhlášení: 26.03.2009[1]
- Odhadované stáří: 175 let (k roku 2016)[2]

## Popis
Dva nejmohutnější duby, které svými kořeny zpevňují hráz, byly vyhlášeny jako památné roku 2009. Mají velké kořenové náběhy a vysoké kmeny, jejich koruny se naklánějí nad hráz. Byly vysazeny pravděpodobně při založení rybníka. Zdravotní stav obou stromů je velmi dobrý.

## Turismus
Okolo dubů vede turistická značená trasa  6065 vedená k rozcestí V Ořešinách u Xaverovského háje.